# 窒素塩基
窒素塩基（ちっそえんき、英: Nitrogenous base）は、窒素を含む塩基性の分子の総称である。有機化合物で、窒素原子上の孤立電子対のため、塩基性になる。生物学では、核酸における窒素塩基の役割から、核酸塩基とも呼ばれる。窒素塩基は、通常2つの親化合物であるプリンとピリミジンに分類される。無極性であり、またその芳香族性から平面状である。ピリミジンとプリンはどちらもピリジンに似ており、そのため弱塩基で芳香族求電子置換反応に対して比較的反応が弱い。平面状の形状は、核酸塩基としての核酸における働きにとって、非常に重要である。これらの窒素塩基が反対側のDNA鎖との間で形成した水素結合は、二重螺旋におけるねじれた梯子の横木を形成する。アデニンは常にチミンと対を形成し、グアニンは常にシトシンと対を形成する。ウラシルはRNAのみに存在し、チミンの代わりにアデニンと対を形成する。

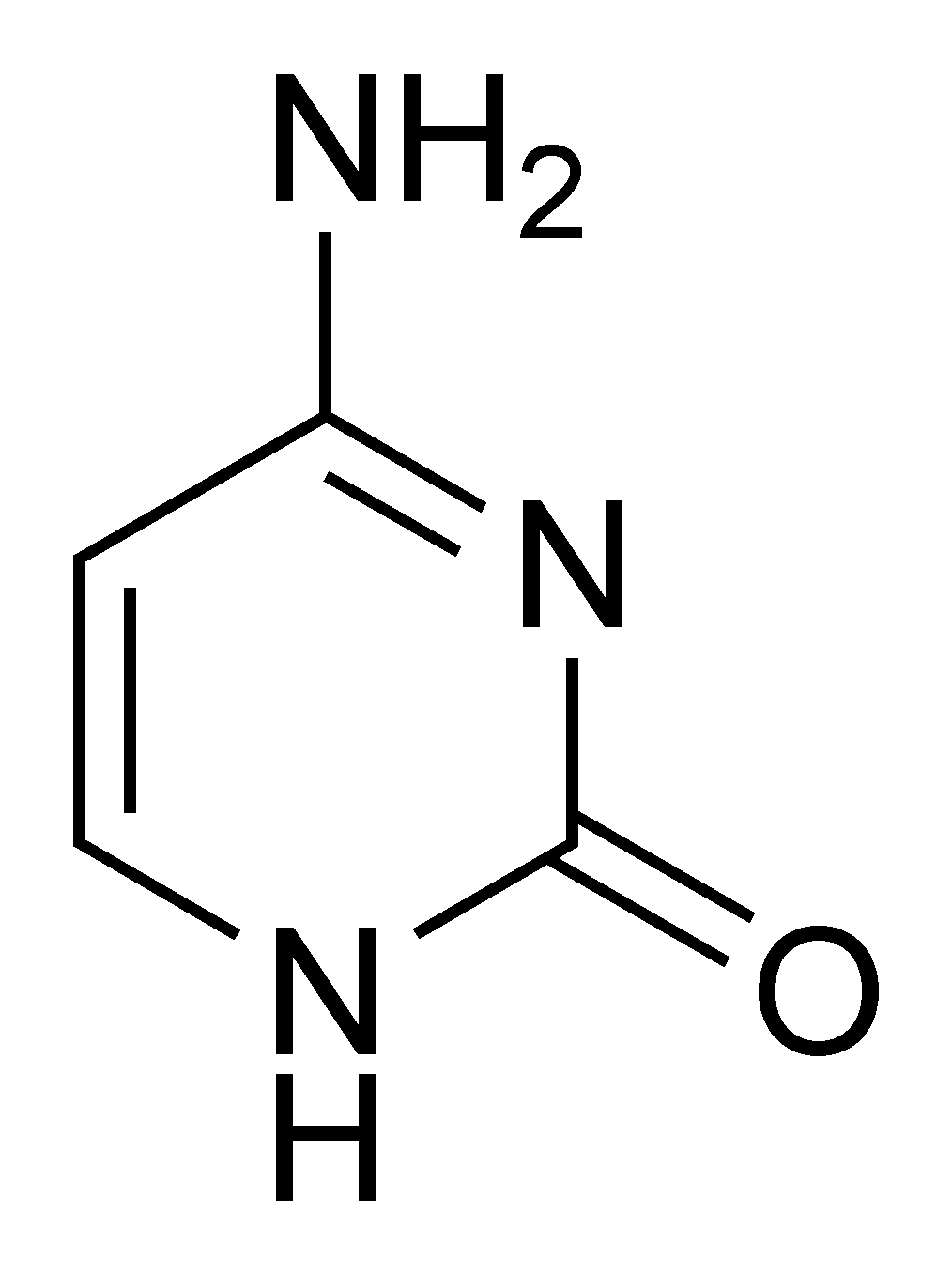
シトシン
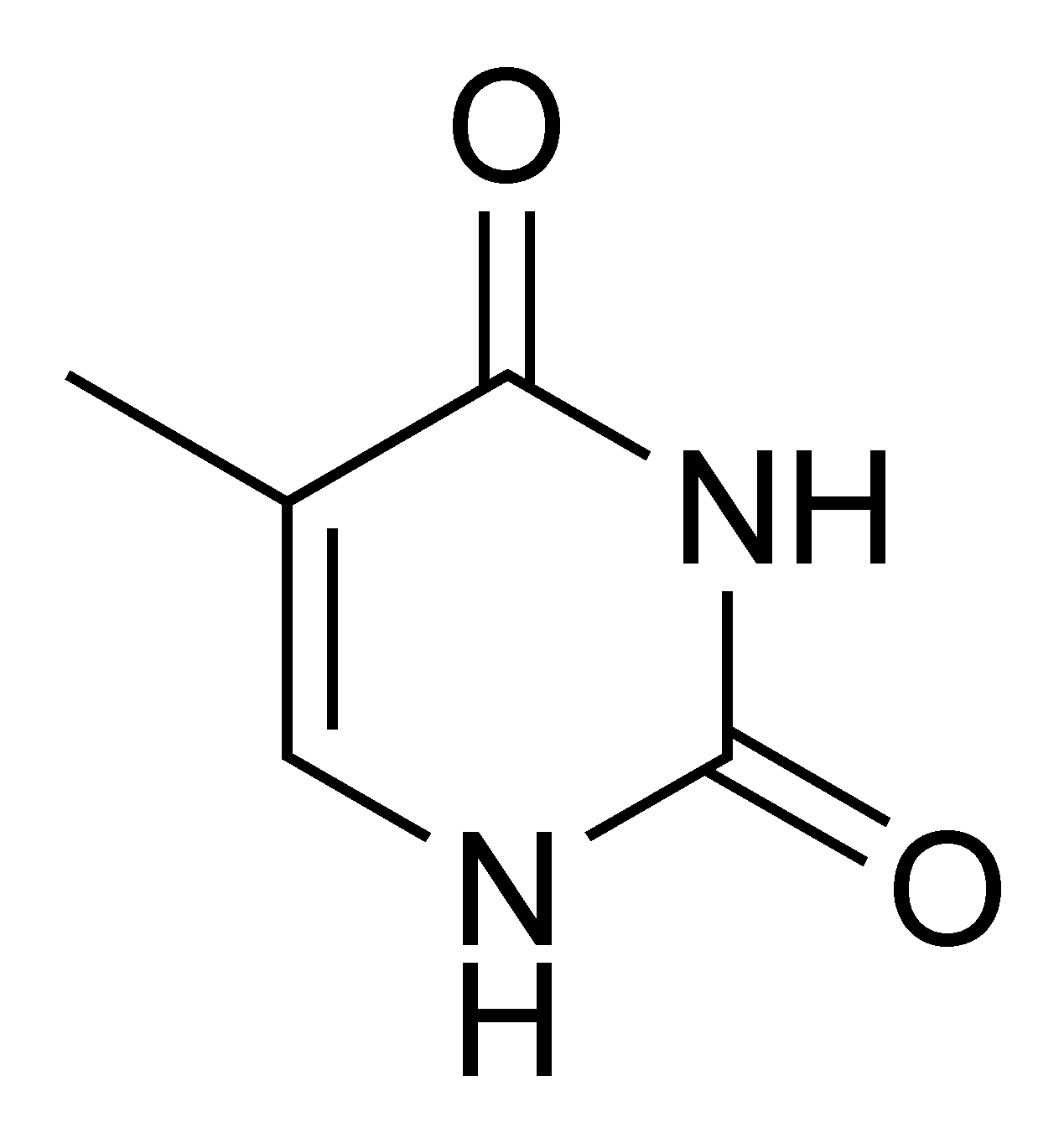
チミン
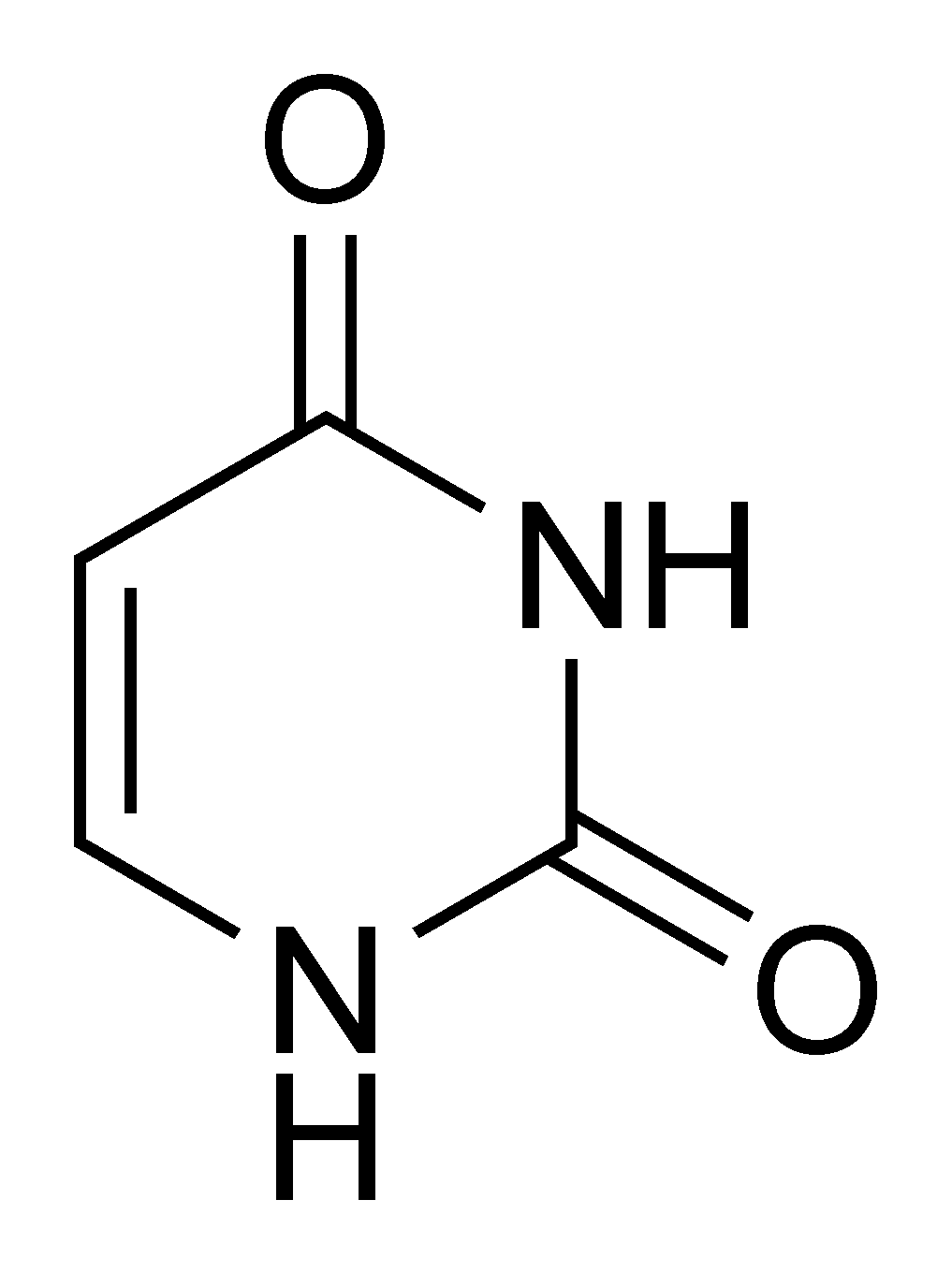
ウラシル
アデニン
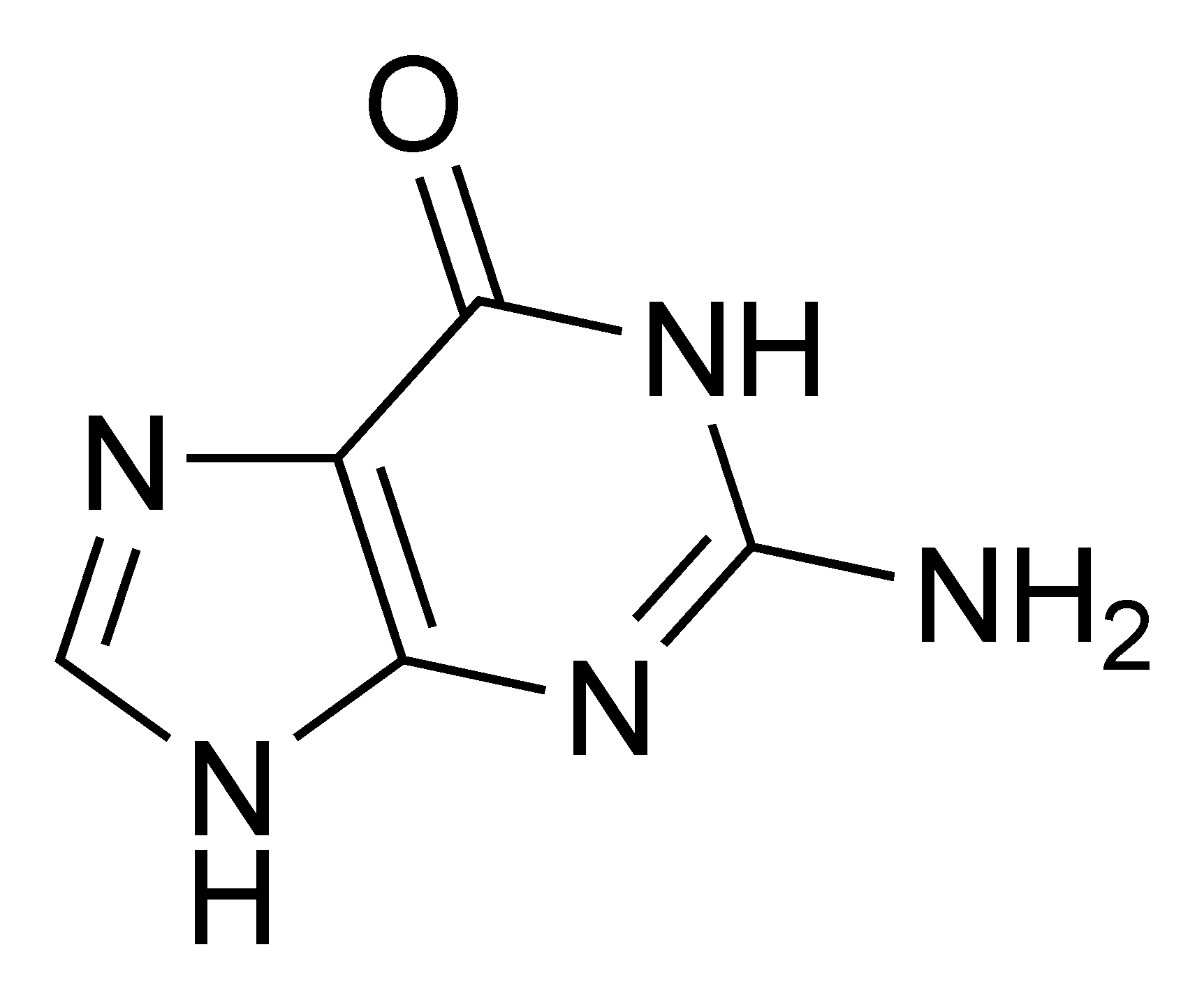
グアニン